# Парафіяльна церква Різдва Діви Марії, Мелліха
35°57′39″ пн. ш. 14°21′39″ сх. д. / 35.960833333333° пн. ш. 14.360833333333° сх. д.
Парафіяльна церква Різдва Діви Марії (мальт. Knisja Parrokjali tat-Twelid tal-Vergni Marija) — римо-католицька парафіяльна церква в Мелліха, Мальта, присвячена Різдву Пресвятої Богородиці. Він був побудований між 1881 і 1898 роками, а купол і дзвіниці були завершені між 1920 і 1940 роками.

## Історія

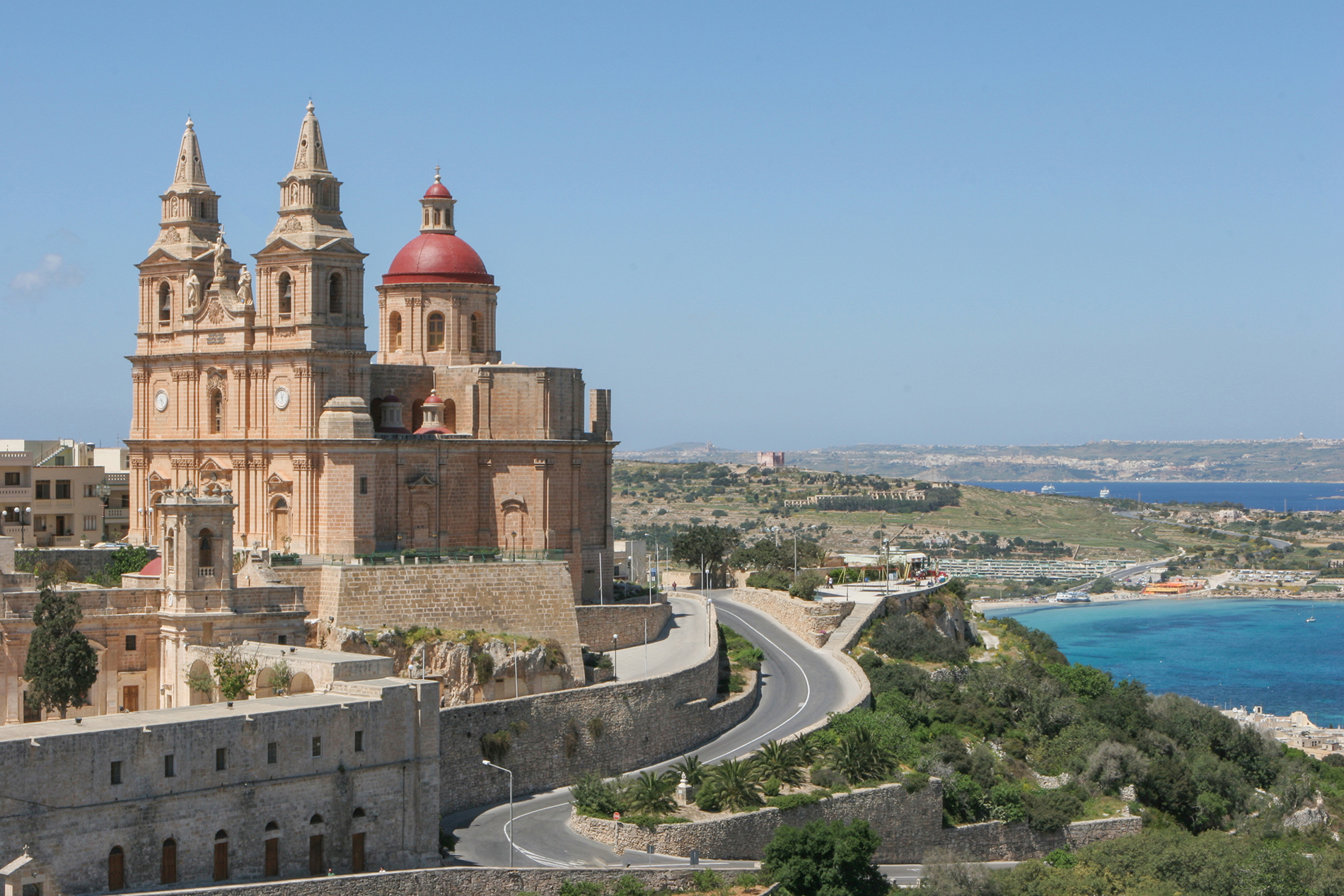
Вид на церкву з видом на затоку Мелліха, 2006 р

Парафія Мелліха була вперше заснована в 15 столітті або раніше, але в наступні століття село перестало бути парафією, оскільки поселення було схильне до нападів піратів берберів, і воно було покинуте. Святилище Богоматері Меллієї залишалося важливою святинею, і після того, як загроза корсарів зменшилася, село знову почало рости. Парафія була відновлена в 1844 році 

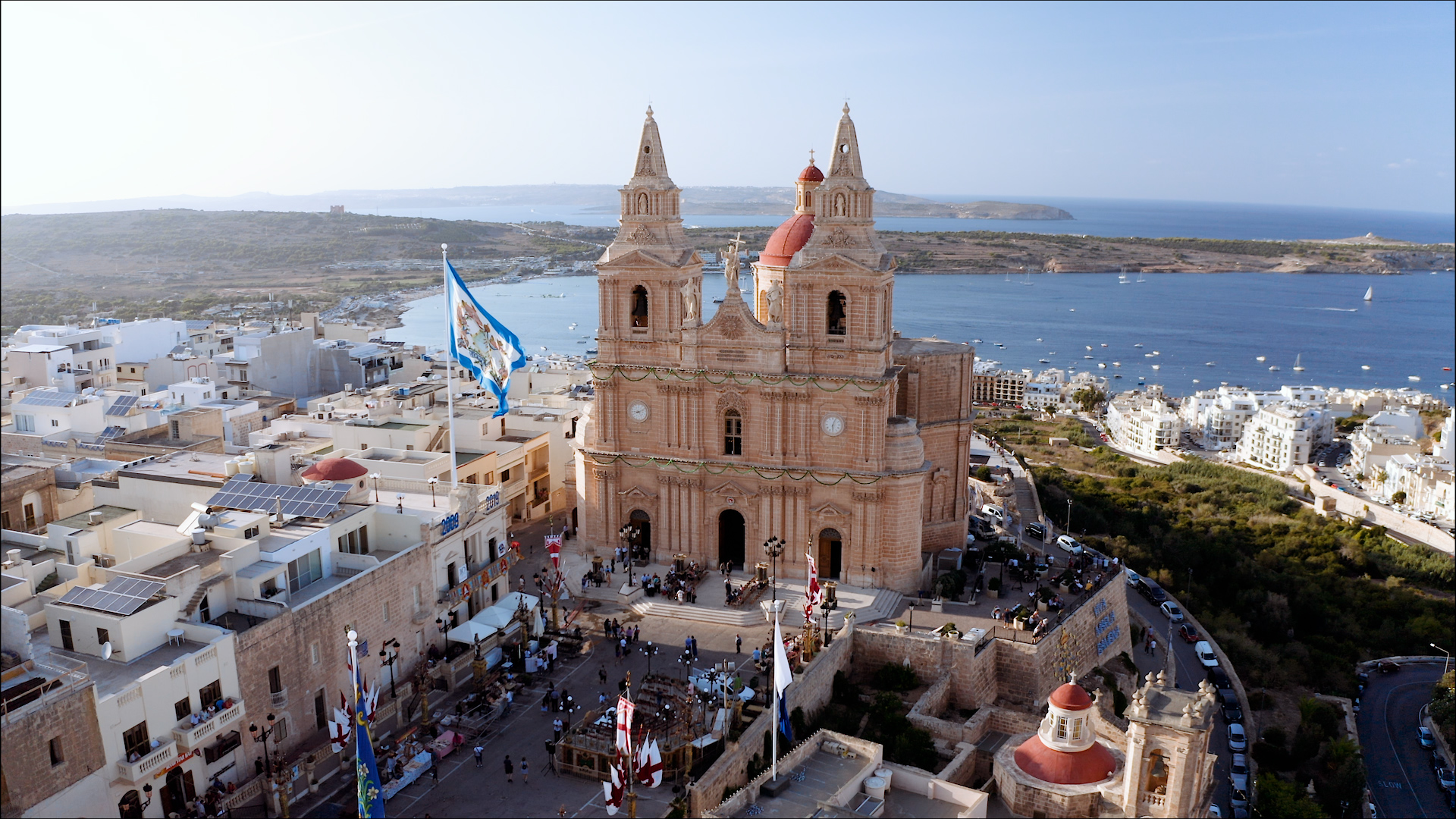
Вид з дрона на парафіяльну церкву Різдва Пресвятої Богородиці в Мелліхі на Мальті

Початок будівництва парафіяльної церкви відзначається 1881 роком, коли перший камінь був освячений парафіяльним священиком Франциском Марією Магрі 5 вересня 1883 року. Вапняк, який використовувався для церкви, був видобутий з кар'єру в l-Aħrax tal-Mellieħa, і місцеве населення допомагало транспортувати будівельні матеріали до місця будівництва. Церкву освятив єпископ П'єтро Паче 5 вересня 1897 року, а будівництво тривало до 1898 року. 

Між 1920 і 1940 роками було завершено будівництво дзвіниць і купола церкви, а в Мілані було придбано п’ять дзвонів.  Будівлю освятив єпископ Мауро Каруана 18 лютого 1930 року  Інтер'єр був прикрашений низкою картин, у тому числі роботами мальтійських художників Джузеппе Калі та Лаццаро Пізані. 

## Архітектура

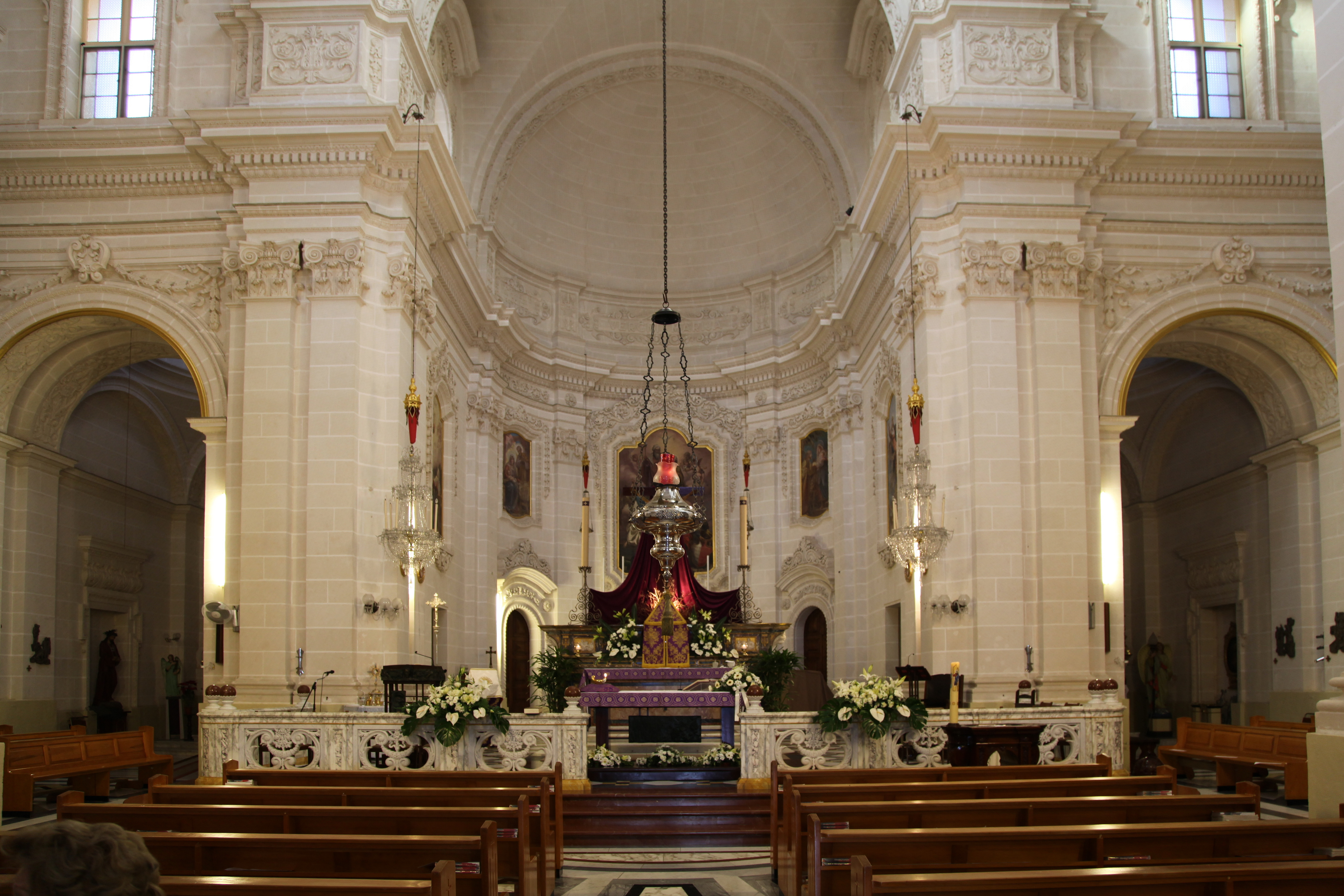
Інтер'єр церкви 2013 року

Церква має дві дзвіниці та купол, що робить її помітною пам’яткою на горизонті Мелліхи. Він має риси бароко, а його архітектуру описують як «досить нудну». 